# Eilicrinia orias
Eilicrinia orias là một loài bướm đêm trong họ Geometridae.